# シャイニング・ウィンド
『シャイニング・ウィンド』（SHINING WIND）は、2007年5月17日にセガから発売されたPlayStation 2用コンピュータRPG。本作はCEROレーティング「B」（12歳以上対象）であり、これはシャイニングシリーズでは初となる。また、2009年2月26日にはPC向けファンディスク『シャイニング・ウインド FANフェスタ』が発売されている。

## ゲームシステム

### 戦闘
プレイヤーキャラとパートナーの二人で協力し、大群に立ち向かうバトルシステム。通常プレイヤーキャラは主人公キリヤであるが、ストーリーが進行するとある方法で主人公以外を操作することも可能。戦闘中の行動は、通常攻撃、シングル技、リンク技、特殊技に分けられる。
余談だが、前作と違い今作では一部の戦闘でNPCの友軍が登場し、共闘することもある。
通常攻撃
□ボタンを押すことで、何度でも連続で出すことが出来る。攻撃範囲は狭く、威力も低い。
シングル技
キャラ、心剣固有の個人技。□ボタンと△ボタンを組み合わせたコマンドで発動する。本作では前作にあったSP（他作品でいうMP）が存在しないため、制限が無く自由に出すことが出来、戦闘時の主力となる。各キャラ、各心剣毎に三種類ずつ習得する。
リンク技
パートナーにより範囲、効果が変わる協力技。「ソウルゲージ」を一本消費し、R1ボタンを押すことで発動する。攻撃範囲、威力共に優秀な必殺技。各キャラ二種類ずつ習得し、主人公がパートナー時には守護天使を召喚する。
特殊技
ダッシュ中に特殊効果を付加する「ダッシュ技」と、ロック中のリスクを軽減する「ロック技」の総称。それぞれ各キャラ一種類ずつ習得する。スキルレベルは上げられないが、ソウルマトリクスで強化は可能。

### 成長
ステータスポイント
レベルが1上昇するごとに3ポイントずつ入手できる。筋力（物理攻撃力、物理防御力に影響）、器用（命中率、回避率に影響）、知力（魔法攻撃力、魔法防御力に影響）、体力（HPに影響）に自由に割り振ることが出来る。
スキルポイント
レベルが1上昇するごとに1ポイントずつ入手できる。各キャラのシングル技、リンク技に自由に割り振ることが出来る。

### フィールド探索
シナリオの進行上進入できない地域を除き、パートナーを引き連れてフィールドを自由に探索するシステム。ストーリーの進行条件やサブイベントの発生に関わる。各地のカオスゲートを封印し、霊樹を植える、報奨金を得るなども可能。

### 心の扉
心剣士の能力でパートナーの心象世界に入り込み、キャラクターとの交流を深めるシステム。要求されたソウルピースを消費して、扉を開放する。アドベンチャーゲーム方式で進行し、終了するとパートナーの心剣が強化され、エンディングに関わる「絆値」が上昇する。

## 用語

### 地理
エルデ
エンディアス側からのキリヤ達の世界の呼称。
夢幻大陸エンディアス
光風館の蔵書の中に記されている異世界。「想い」が結晶化する。
リーベリア地方
ヴァレリア地方の東に位置する地方。
聖フィリアス王国
リーベリア地方の東部に位置する王制国家。人間族が住む国で、首都はフィリア・ティリス。三国会議の最中に王と第一王子レオンが殺害され、第二王子カリスも敵の毒矢を受けて病に臥している。現在は王女クララクランが政治を執り仕切る。元は温暖な気候であったが、気象の異常により過度の日照で作物も育たない状態。また、南部のラグナ村に住むドワーフとは親交があり、ドワーフが採掘した鉱石等を輸入している。
通商連合国家セイラン
リーベリア地方西部に位置する連合国家。獣人族が住む国で、首都はハンヨウ。国家元首は海賊王ロウエン。様々な獣人が共存する国であるが、人間族に対する感情は決して芳しくない。現在はロウエンが不在のため、宰相のシュマリが政治を執る。同じ獣人族の国である百獣連合王国ベスティアと親交がある。
アストライア
リーベリア地方北部に位置するエルフ族の国。元々他種族との交流を絶っていた国であるが、現在は完全に音信不通となっている。
魔装錬金帝国ベイルガルド
アストライアを吸収し、皇帝トライハルトが作り上げた帝政国家。古代兵器を発掘、応用した科学兵器を大量に保有する。この科学兵器に加え、闇に汚染されたエルフ族（ダークエルフ）を改造した生体兵器やアンデッドを率いて他国に攻め込む。
天照の塔、天水の塔、天風の塔
巫女の力によりリーベリア地方の気象をコントロールする三つの塔。何らかの理由で異常が発生し、リーベリア全土に異常気象をもたらしている。天照の塔はフィリアス領域、天水の塔はセイラン領域、天風の塔はアストライア（ベイルガルド）領域に存在する。

### キーワード
心剣（しんけん）
心剣士と呼ばれる者のみが抜くことが出来る、人の「想い」が結晶化して剣の形を為したもの。パートナーの心の内面が、剣の性能に忠実に反映される。パートナーの心そのものであるため、パートナーとの信頼の厚さでその威力は変動する。心剣を抜く能力者は心剣士（ソウルブレイダー）と呼ばれ、「世界の救世主」として敬われる。作中ではキリヤ、ソウマ、トライハルトが該当。
カオスゲート
モンスターをエンディアスに産み落とす原因となる次元の裂け目でフィールド上に漂っている。心剣士のみが浄化、封印できる。「人の歪んだ想いが集まった世界の傷」とも言われる。内部に入ると消費アイテムは使えず、像のようにある守護天使のHPが尽きる前にゲートモンスターと呼ばれるボスを倒すと浄化、封印されソウルピースが一つ手に入る。カオスゲートは通常の他、強力な敵がいるが倒すとレアなソウルピースが手に入る「レアゲート」とそのフィールド上のカオスゲートを一定以上浄化すると出現する「ボスゲート」がある。ボスゲートを浄化するとそのフィールド上にはカオスゲートが出現しなくなり、霊樹の種を植える事が出来る。
ソウルピース
想いや魂の結晶。他人への想いを漢字一文字で示したものや、敵の魂がそのまま結晶化したものがある。誰かのことを考えているだけで自然に結晶化する。パートナーから同じピースが何度ももらえるのはこのため。
ソウルマトリスク
漢字1字が書かれている文字ソウルピースを穴にはめ込むように設置することによって各パラメータを上げたりする事が出来るシステム。1文字だけでも能力が上がるが「勇者」や「心剣士」と言った意味が通じる様に配置すると、固有の効果が発生する「コネクトスキル」という恩恵を受けられる。文字を入れる穴は色が付いている場合があり、ソウルピース自体の色と合致するとより効果が上がる。心剣のレベルが上がると設置できる穴が増える。

## 登場人物

### 独立傭兵騎士団 ルミナスナイツ
シーナによって突発的に組織された傭兵騎士団。何処の国にも属さず中立で、光風館を本陣としている。種族も国籍も問わない。団長はシーナ。
なお、ルミナスナイツという名前はシーナが決めたものだが、決定前の段階ではダグから候補として「シャイニングフォース」や「ヴァイスリッター」が提案されたものの、いずれもシーナによって却下されている。一方、シーナ自身は「カノン騎士団」を提案したが、キリヤによって却下された。
キリヤ・カイト
声：石田彰
七色の心剣使い。本作の主人公。本名は「霧谷 魁斗（きりや かいと）」。
聖ルミナス学園高等部三年生。剣道部所属で、中学生から剣道を習い始めたのだが、その前から古流剣術を習っており剣士としては並外れた実力の持ち主。中学生の時、部活でトライハルトに対し、はじめて敗北を喫するまで負けなしだった(ただしトライハルト曰く、周囲を気にして無意識に力を抑えているとのこと)。生徒会（四季会）に参加はしていないが、ソウマやシーナとはよくつるんでいた。シーナとは幼稚園の時からの幼馴染。エンディアス記に記されていた伝承どおり、光風館の中庭にある霊樹によって、光風館ごと異界（エルデ）からエンディアスへ、シーナと共に転送される。それ以前から夢を通じて、エンディアスから何者かに語りかけられていた。
戦いに関して乗り気なわけではなく、いつもシーナに引っ張りまわされているが、正義感は人一倍強く、心優しい性格を持っている。
人の想いの結晶、心剣を抜くことが出来る心剣士。独立傭兵団ルミナスナイツの筆頭騎士。フィリアスに招聘され、かつてフィリアスを救った心剣士と同じ「剣聖」の称号をクララクランから授かる。因みに、「剣聖」の意味（今作の）は「最強の心剣士」の意味である。
エンディアスに訪れてから初めて会ったゼクティにある種の執着の念を覚えており、物語後半で彼の暴走を招くことになる。
呉羽秋桜子の姉の息子、つまりクレハ(呉羽冬華)の従兄弟であり、彼女のスペア的な役割がある（詳細は不明）。クレハはそのことを知っているが、キリヤ自身は知らない。また、キリヤがクレハと初めて出会ったのは、キリヤの母親が亡くなり、葬儀を終えた当日だった。
シーナ・カノン
声：水樹奈々
紅蓮のアーティスト。キリヤの幼馴染。本名は「椎名 夏音（しいな かのん）」。
聖ルミナス学園高等部三年、四季会副会長。フェンシング部所属。ちなみにソウマとは遠縁の親戚（少なくとも、はとこより遠い）で、夏音（カノン）という名前はクラシック音楽好きの祖父がヨハン・パッヘルベルのカノンをもじってつけた。前々からたて続けに起こる神隠し事件の調査を行っていたが、四季会のメンバーが巻き込まれたことから実地調査に赴き、そこでキリヤと共にエンディアス記を発見、転送されてしまう。
元気いっぱいだが、それが過ぎるきらいもあり、キリヤをよく困らせている。しかし、内実は誰よりも仲間想いで、その元気さが仲間たちに勇気を与えている。キリヤに想いを寄せており、嫉妬をする場面も。自己コントロール力が並外れて高く、逆に心配がられている事もある。
キリヤの過去に断片的であるが触れており、それが理由でキリヤに接しているうちに彼に触れた。物語の少し前までは学園でも仮面をかぶったような優等生を演じていたが、親友伊吹志摩を失った事件を境に、長かった髪を切り快活な面を押し出していく。
独立傭兵騎士団ルミナスナイツを、キリヤ（筆頭騎士）とダグ（見習い騎士）、そしてシーナ（団長）だけで結成するなどやはり突拍子もないが、段々と団員は増え、出撃前の「ルミナスナイツ、出陣！」は、最終決戦前でもシーナが言う（キリヤ曰く、シーナじゃないと締まらないとのこと）。
クララクランから、赤薔薇のシュバリエ（騎士）の称号を叙勲されている。なお、かつてこの称号は今は亡きクララクランの母である王妃のものであった。
心剣は砲剣 ブレイドカノン。
ホウメイ
声：斎藤千和
龍泉郷の仙女。かつて世界を脅かした悪しき仙女とされる、ドラゴネレイド。
3000年を優に生き、老獪な口調と沈着な頭脳を持つが、外見はまだ幼い女の子。「面白い」と見たキリヤ達に、自ら隠居を止め同行することを決め、ルミナスナイツの軍師となる。
天水の巫女であり、竜人族の姫君。割と享楽的でプライドが高い性格に思えるが、姫として慕われるだけの器量と優しさを持つ。
心剣は仙剣 竜尾扇。
ダグ
声：川津泰彦
ラグナ村在住のドワーフの若者。好奇心旺盛な性格から、村のすぐ隣に現れた光風館に興味を抱き、出入りしていたところでキリヤと遭遇。先にエンディアスにやって来たシーナの事を教え、ラグナ村へと連れて行く。その後、ルミナスナイツ結成の折、自ら入団を申し出てシーナもこれを承諾し、後方支援担当の見習い騎士となる。
ドワーフだけに手先が器用で、ルミナスナイツではその能力を生かし、アイテムの補充や武器・防具の鍛冶を担当する。そのため、非戦闘員ながらその役割は大きい。

### 聖フィリアス王国
聖女ミナスの伝承が伝わる王国。ラグナ村も実質的には領地で（ダグ達の発言から、形式的にはフィリアスとは別の国ということになっている）、天照の塔がある。聖都はフィリア・ティリス。王家の血筋には代々巫女の血が受け継がれている。三国会談を境にセイランとは険悪な状態が続いている。用語にはフランス語が用いられている。
クララクラン・フィリアス
声：川澄綾子
輝く盾持つ聖王女。聖フィリアス王国の王女。
亡き父王と負傷中の兄レオンに代わり国を治めていて、気高き王女として国民の人気を集めている。
心剣は魔剣 カラドボルグ。
天照の塔の巫女ということになっているが、実際には巫女の血は絶えており、巫女としての力は無い。そのため、父王の意向によりこのことは極秘とされ、父王が三国会談にて死亡した後も同様であった。しかし、ベイルガルド四皇剣の1人、ジードとして生きていたレオンとの再会と別れを経て、巫女の力に目覚める。
カリス・フィリアス
声：白石涼子
秘めたる剣持つ聖王子。クララクランの弟で、次期王位継承者の第二王子。
少女と見紛う程の美貌とは裏腹に性格はやんちゃ。一年前に受けた毒矢によって謎の病に侵されている。
心剣は聖剣 エクスカリバー。
かつて父王と兄レオンと共に三国会談に出席した際、父王がアストライアの女王セレスティアを斬殺する現場を目撃。その理由が姉クララクランに巫女の力が無いことを知ったシュマリから脅されていたことを知る。その後、父王とレオンが命を落とす中、自身は獣人の毒矢に見せかけた、シュマリの呪術が込められた矢を受けるが、シュマリと共に三国会談に出席していたジンクロウによって命を救われた。
ライデル
声：掛川裕彦
聖なる騎士の元老。聖フィリアス王国の司祭。元聖騎士団総長。
クララクランとカリス、そしてレオンのお目付け役としてその成長を見守り、また剣術を教えた師でもある人物。高齢により聖職に就いていたが、国王暗殺事件後はまだ年若きクララクランとカリスの後見人として政治の第一線に復帰。また、臨時で聖騎士団総長代行を務める。
クララクランとカリスからは、親しみを込めて「爺」と呼ばれている。
ゴード
声：龍田直樹
ラグナ村の長老。心剣士の伝承などに詳しい、ドワーフきっての博識者。また、年若いダグの軽率な言動に呆れ気味。

### 通商連合国家 セイラン
いくつもの集落が、海賊王ロウエンによって集められ出来た獣人の国。首都はハンヨウ。ラゴウの村には天水の塔がある。北部には広大な砂漠が広がっている。
ソウマ
声：保志総一朗
銀月の心剣士。キリヤの親友。本名は「秋月 蒼真（あきづき そうま）」。
聖ルミナス学園高等部三年。四季会副会長。帰宅部だがスポーツ万能で、様々な部活に助っ人を頼まれる。人並みはずれた運動神経を持っており、飛んでいるスズメバチを壁にダーツで縫い付けるなど、恐ろしいことを平然とやってのける。長身の銀髪の少年で、女性人気が高く、常に場を自分のものにすることが出来た。大人、子供という枠組みに囚われず自分のルールで動くところは美点でもあり、同時に彼を不良たらしめている。クレハに一途な想いを寄せていた。
キリヤやトライハルトとは違い、エルデに訪れたエンディアス人マオに関わったことで、クレハと共にエンディアスのセイランへ飛ばされる。そこで心剣士であるという事が発覚し、クレハとともにセイランの民のために尽力することになる。
立ち居振る舞いは表面上はいわゆるチャラ男だが熱血な性格で、同時に思慮深い点もあり、キリヤ達の親友でありながら兄貴分としてのポジションにいる。
アニメシャイニング・ティアーズ・クロス・ウィンドの主人公で、物語の裏舞台で活躍している。後にヴァイスリッターの団長代理となる。しかし、アニメと本作ではかなりキャラクター付けが異なり、アニメのほうでは精神的にかなり未熟で嫉妬深い少年が成長していくという人物設定になっている。
クレハ
声：堀江由衣
日輪の巫女。本名は「呉羽 冬華（くれは とうか）」。
聖ルミナス学園高等部三年。四季会書記。弓道部所属の、学園のマドンナである美少女。シーナも憧れるほどの美貌だが、本人の性格は至って穏やか。芯が強く、自分が決めたことは曲げない強さも持つ。
学園理事長・「呉羽 秋桜子（くれは あさこ）」の娘で、かつての心剣士と聖女ミナスの直系の子孫でもある。
ソウマと共にエンディアスに招かれ、セイランの宰相シュマリに、天水の巫女であると誤解され厚遇されるが、後々に利用されそうになるところをキリヤ達に救われる。ソウマの想いと自らの戦う意思をキリヤに心剣として託し、ルミナスナイツの一員となる。
心剣は、パートナーがソウマの場合は雪月花。後に雪月花はキリヤに託され、日輪烈光となる。彼女は巫女としての特異体質であり、心が通じた心剣士であれば誰にでも心剣を発現させることが出来る。
ヒョウウン
声：中井和哉
氷鱗の輝龍将。セイラン軍の将軍「五獣将」の1人。ドラゴニュート（龍人族）。
コンロンでホウメイに近づくものを退けている。ホウメイを「姐さん」と呼ぶ。彼もキリヤのパートナー。ロウエンを「おかしら」と呼んでいる。体術が得意。
名前の元ネタは、三国志演義の五虎将の1人、趙雲。
心剣は宝剣 七天竜牙。
ホウメイがコンロンを出たことをシュマリに報告した後、シュマリはこれを理由にフィリアスに宣戦を布告。その直後、ホウメイの件に対する懲罰として彼の軍団は捨石同然に最前線に突出させられる。その結果、キリヤやフィリアス軍の反撃の前に軍団は大打撃を被り、彼自身もキリヤとの戦いに敗れる。その直後、シュマリの命を受けたクレハが放った無数の矢が彼とキリヤを襲うも、キリヤが彼の胸から抜いた七天竜牙で防ぎ、これを機にルミナスナイツの一員となる。
なお、この当時はフィリアス国民のセイランや獣人に対する感情は悪化していたが、ヒョウウンの場合はクララクランの発した布告と、ドラゴニュートという種族自体が極めて珍しいために例外だった。
ロウエン
声：稲田徹
蒼海の武王。セイランの王。ウルフリング（狼獣人）。
元は海賊の親分だったが、腕っ節だけで獣人たちを従え、セイランを建国した。豪放無頼な性格だが、冷静で思慮深い面も持ち合わせている。双剣の使い手。
心剣は妖刀 アマツナミ。
リーベリアを襲う異常気象を解決すべく、長期にわたって航海に出、その間に様々な情報を得る。しかし、その間に国政を任せていたシュマリの独走によってセイランとフィリアスとの間で戦争が起こってしまう。そのため、帰国後すぐさまシュマリのもとへ行き、なぜ自分がシュマリを宰相に任じたのかを話す。
ジンクロウ
声：江川央生
隻翼の渡り鳥。時折キリヤ達の前に現れるカラスの鳥人。
左の翼は機械仕掛けで、飛ぶことはできないが鋭利な武器となる。
心剣は天剣 エクナバード。
かつてはロウエンに仕える隠密であったが、ロウエンが航海に出てからはシュマリに仕えることになる。やがて、三国の平和と交流を望むレオンからの密書を受け取り、これを機にレオンやキルレインと親交を深め、同じ理想の実現に奔走するが、シュマリの陰謀により三国会談は最悪の結末を迎える。この際、ジンクロウはカリスの命を救うも、シュマリに命を狙われる身となる。
そして、三国会談から一年後、ついにシュマリの差し向けた刺客に襲われ、左の翼を失う重傷を負う。しかし、カリスを救うべくコンロンの聖水を持って帰る途中のキリヤとクララクランに遭遇。クララクランから聖水を分けてもらったことで一命を取りとめる。その後、キルレインを頼ってアストライア改めベイルガルドへと赴き、ヒルダレイアから機械仕掛けの新しい翼を得る。やがて、トライハルトの下ベイルガルドはリーベリア全域を傘下に収めようとするも、自身はその強引な手法、とりわけキルレインの残虐さに疑問を抱き、カリスやクララクランに重要な情報を提供した末、キリヤ達と共闘する。
なお、彼はセイランの要職にあるが、元々はベスティア出身で獣王十二将の一人バクートの弟である。
エンウ
声：田中一成
灼熱の炎翼将。セイラン軍の将軍「五獣将」の1人。鳥人（紅孔雀鳥人）。
五獣将の筆頭。プライドの高い生粋の武人であり、融通の利かない部分もある。ライヒの兄貴分。
名前の元ネタは、三国志演義の五虎将の1人、関羽。
ライヒ
声：今村直樹
轟雷の虎豹将。セイラン軍の将軍「五獣将」の1人。虎獣人。
五獣将の1人でエンウの弟分。粗暴で短気な面もあるが、憎めない人柄の持ち主。やや頭が弱いが、重要な判断はエンウに任せれば安心と思っている。
名前の元ネタは、三国志演義の五虎将の1人、張飛。
バソウ
声：坂熊孝彦
狂嵐の人馬将。セイラン軍の将軍「五獣将」の1人。ケンタウロス。
辺境出身のケンタウロスで、ロウエンに敗れたのを機に配下の者共々彼に仕えるようになる。口数は少ないが、戦いを「狩り」と称する戦闘狂で、五虎将そしてセイラン軍の中でも最も危険な男と言われている。ケンタウロスならではの機動力を生かした戦いが得意。
名前の元ネタは、三国志演義の五虎将の1人、馬超。ちなみに馬超は三国時代の中国では辺境に分類される涼州の人間である。
コウリュウ
声：麻生智久
穿弓の亀甲将。セイラン軍の将軍「五獣将」の1人。亀龍人。
優れた弓の腕と、硬い甲羅の持ち主。五虎将の中では高齢ながら、酔っ払った時の戦闘能力は凄まじい。ただし、その間敵味方の区別無く暴れるのが欠点。また、ホウメイに古くから仕えており、彼女を「姫様」と呼ぶ。
名前の元ネタは、三国志演義の五虎将の1人、黄忠。
シュマリ
声：神谷浩史
狡猾なる陰獣。セイランの宰相。フォックスリング（狐獣人）。
リーベリアにおいて希少な存在である、九尾を持つフォックスリングの生き残り。博識の持ち主であり、その才覚はセイランの発展に大きく寄与した。ロウエンが航海に出ている間、王の代理として国政を司る。
名前の元ネタは、三国志演義の魏の軍師、司馬懿。
かつてセイランとフィリアスそしてアストライアとの間に起こった戦争において、彼の同胞であるフォックスリングはその多くが命を失った。そのため人間とエルフに憎悪を抱き、さらには戦争時にセイランの指導層にあったホウメイ達龍人族に対しても、同様の思いを抱く。しかし、そんなシュマリを哀れんだホウメイはロウエンに図って彼をセイランの宰相に就かせた。やがて、彼はセイランの発展に力を注ぎ、数々の成果を出すも、その心に根付く恨みは消えず、ロウエン不在の間にジンクロウが奏上した三国会談についても否定的だった。しかし、この三国会談が自らの復讐の第一歩になり得ると気付いたシュマリは、一転して三国会談開催に動き、その影でフィリアス王を、天照の巫女とされているクララクランにその力が無いことを理由に脅迫する。そして、三国会談の場にてフィリアス王はシュマリの言うがままにアストライアの女王セレスティアを殺害。そして自身は会談に出席していたカリスに対してフォックスリングに伝わる呪術を込めた矢を撃ち込むが、ジンクロウの反抗によりカリスの命を奪うことには失敗する。
これを機に三国間の関係が悪化し、それから約1年後にホウメイがカリスに掛けられた呪いを解くべくコンロンを出たことを理由にフィリアスに宣戦を布告。配下の五獣将、そしてソウマとクレハを利用してフィリアスを滅ぼそうとする。しかし、キリヤ達ルミナスナイツの反撃と、ソウマとクレハの離反によって戦局はフィリアス有利に傾き、五獣将からも見放された挙句キリヤ達に追い詰められ、さらには航海から戻ったロウエンからホウメイが彼の命を助け、セイランの宰相に推した事を聞かされる。しかしシュマリはその事でホウメイを許さず「私が生きていることが貴様達の罪の証」として逃走を図る。だが、そんな彼の前にかつてのアストライア執政官にして、自らが謀殺したセレスティアの兄であったキルレインがジンクロウと共に立ちふさがり、セレスティアを殺した事への復讐とばかりにキルレインから強力な魔法攻撃を受け、死亡した。

### 魔装錬金帝国 ベイルガルド
かつてはエルフの王国アストライアだった地。トライハルトが訪れたことにより興された新興国で、この世に新たな秩序を齎さんとする。高技術な兵器を用いる圧倒的な武力を保持しているが、国土である森の大半は汚染されている。聖地エルナリートには天風の塔が存在する。部隊名や兵器名にドイツ語を用いており、鉄十字を紋章としている。
トライハルト
声：置鮎龍太郎
黄金の心剣皇帝。本名は「西園寺 春人」。母方の姓が「虎井」のためエンディアスでは「トライハルト」と名乗っている。
聖ルミナス学園高等部三年、四季会会長にして剣道部主将。西園寺コンツェルンの御曹司。完璧主義者で、中学生の時から生徒会長というリーダー職についていた。その時に、数学は55点、理科は66点…と、すべての教科のテストの点数をゾロ目の数字にそろえるという荒業をやってのける、自分の思い通りにするということをしてきた気難しい男。ある出来事から自ら異世界へ行くことを欲しており、ヒルダと共に最初にリーベリアに訪れた心剣士。ソウマ、キリヤの親友だった。キリヤの実力を高く評価している。
自らの信念に絶対の自信を持ち、そのカリスマにして作り上げた魔装錬金帝国ベイルガルドを率いて、混沌としているリーベリアに新たな秩序を齎そうと画策する。
かなり独善的な性格だが、世界を救おうとする意思は本物。そこからの考えの違いがキリヤと、そしてセイラン、フィリアスとの対立を生む。
ゼクティ・アイン
声：桑島法子
疾風の戦闘妖精。ベイルガルド四皇剣のひとりで、皇帝親衛隊ヴァイスクロイツの隊長。
トライハルトのパートナーになるために肉体改造を施された特殊なエルフ。マスターである皇帝のためには我が身の犠牲も厭わない。まるで機械のようになることもあり、精神が不安定。
丁度キリヤがリーベリアに訪れた頃にヒルダレイアが造り出した、エルフの女王セレスティアの遺伝子を持つ人造生命体。沈着冷静な性格だが、素は無垢な子犬のような性格。
量産型にゼクティ・ツヴァイがいる。
キリヤと出会ってゆくうちに心に変化が訪れる。
心剣はトライハルトがパートナーの場合は剣帝エクセリオン。キリヤがパートナーの場合は神槍弓剣 ブリューナク。
キルレイン
声：緑川光
吹雪の精霊使い。ベイルガルド四皇剣のひとり。
元はエルフだったがダークエルフと化してなお、精神を保っている貴公子。殺されたエルフの女王セレスティアの実兄であり、公爵の爵位を持つアストライアの執政官だった。ベイルガルド妖魔兵団長にして、トライハルトの参謀役でもあるらしい。
礼儀正しい佇まいとは裏腹に残虐な性格で、人間と獣人を憎んでいる。以前は心優しい性格だった。妹の遺伝子を持つゼクティに偏執的な態度を見せる。
ドラマCDの後日談では、死んだのにもかかわらず、出店の店員としてレオンとともに登場しており、そのことをヒョウンに指摘されているが、2人そろって「お盆のような何か」と返答している。その後、キリやがゼクティやクランクランに頼りにされていると知るとレオンともにしょうもない嫌がらせをしてヒョウンを呆れされていた。
ジード / レオン・フィリアス
声：草尾毅
黒雷の魔剣士。ベイルガルド四皇剣のひとり。
不死身の肉体を持つ青年剣士。死んだはずのフィリアス第一王子・レオンに酷似した姿をしている。禍々しい形状の魔剣を持ち、単身で城を制圧する圧倒的な戦闘力を誇る。非常に好戦的な性格。
ベイルガルド黒騎士団長。アンデッドで構成された軍隊を率いる。その正体は第1王子・レオン本人で、クララクランとカリスの兄である。
ヒルダレイア
声：佐久間紅美
業火の錬金術師。ベイルガルド四皇剣のひとり。本名は「蛭田 麗亜」。
元は聖ルミナス学園1年生で、キリヤらの後輩にあたる。先輩たち、特にトライハルトに対して強い尊敬の念を抱いており、トライハルトと共にエンディアスへ訪れた。帝国の兵器開発担当で天才的な頭脳の持ち主。おっとりした性格と凶悪な魔女のような性格を持つ二重人格。ホウキの形をした最新兵器魔導砲機アゾスを駆る。
本来は大人しく物知りな性格だったが、兵器を造っていくにつれ心が重圧に耐え切れず、裏の凶暴な人格を作り出してしまった。

### ヴァイスリッター
ゼロ
声：保志総一朗
「世界を見守る者」を名乗る、黒と白の対の翼を持つ少年。双竜の指輪をしている。
かつてホウメイも「ゼロ」を名乗る人物とであったことがあるようだが、この姿とは別の形をとっていたらしい。
マオ
声：野中藍
ヴァレリア地方の伝説の騎士団、「ヴァイスリッター」の団長であるビーストクォーターの少女。獣人の王国ベスティアの獅子王ディオクレスの娘。
アニメの設定では一度エルデに訪れており、クレハとソウマをエンディアスに導いた張本人。ゼロを追っている。
エルウィン
声：広橋涼
ヴァレリア地方のエルフの王女。見た目は少女だが118歳。マイペースな性格をしている。凄腕の弓取り。
独自にゼロを追っていた。
ブランネージュ
声：川澄綾子
ヴァレリア地方、ルーンベールの王女。本名は「アイラ・ブランネージュ・ガルディニアス」。冷たい印象を与えるが、心の奥は優しい。
氷の魔女ベルクレールという偉大な人物を母に持ち、強大な魔力と異名を受け継いでいる。
海竜王の遺跡でキリヤらと出会う。ロウエンとは旧知らしい。

リュウナ
竜神の巫女。本作では姿だけ登場。マオたちがゼロを追っている理由であるらしい。
ラザラス
竜人。本作では姿だけ登場。

### 語りべ
久遠の森の詠み手
声：広橋涼
ゲームを始めた際にプレイヤーに語りかけてくるエルフの女性。
ラッシィ
声：萩森侚子
読み手と共に居る不思議な生物。だがその正体は風の精霊王である。「ふぅ」と鳴く。

## 心剣
想いの結晶。心が通じた相手から心剣士が引き抜く剣。
砲剣 ブレイドカノン（心剣士：キリヤ）
シーナの熱き心が結晶化したもの。真紅の剣で、弾丸を発射する遠距離攻撃用の心剣。
切り込んでいくシーナを援護する戦法を取る。
魔剣 カラドボルグ（心剣士：キリヤ）
クララクランの背負う重圧が結晶化したもの。先端が折れた剣。闇の力で攻撃する。
仙剣 竜尾扇（心剣士：キリヤ）
ホウメイの底知れぬ深淵の心が結晶化したもの。巨大な剣。防御性能に優れ、敵のHPを吸収することが出来る。
宝剣 七天竜牙（心剣士：キリヤ）
ヒョウウンの運命に立ち向かう猛々しい想いが結晶化したもの。槍のような七枝刀。魔法攻撃を可能とする。
霊剣 日輪烈光（心剣士：キリヤ）
クレハの内に秘める真なる心が桜花結晶化した黄金の剣。
素早い斬撃を繰り出し、闇を浄化する力を持つ。
聖剣 エクスカリバー（心剣士：キリヤ）
カリスの闇を切り裂く気高き魂の結晶。重力を操る心剣。
妖刀 アマツナミ（心剣士：キリヤ）
ロウエンの、海の如き王の器が結晶化したもの。最大の攻撃力を誇る、単体攻撃専門の日本刀。
天剣 エクナバード（心剣士：キリヤ）
ジンクロウの心の翼、鋼の絆の結晶。風を巻き起こすことの出来る翼状の剣。
神槍弓剣 ブリューナク（心剣士：キリヤ）
ゼクティから引き抜く心剣。弓にもなり風を操る事ができる。
次元刀 サイファス（心剣士：キリヤ）
ゼロから引き抜く心剣。次元を切り裂く力を持つ。
霊剣 雪月花（心剣士：ソウマ）
クレハから引き抜く、守りたいという意思が結晶化したもの。後に日輪烈光となり、キリヤに託される。
聖獣刀 獅子王焔武（心剣士：ソウマ）
マオから引き抜く心剣。炎を纏う日本刀。マオの父、ベスティア王ディオクレスの剣と同質のもの。アニメにのみ登場。
聖龍剣 アマノムラクモ（心剣士：ソウマ）
リュウナから引き抜く心剣。音の力で敵の動きを止める。アニメにのみ登場。
風雷剣 ブリッツブリンガー（心剣士：ソウマ）
エルウィンから引き抜く心剣。雷を纏う。 アニメにのみ登場。
氷魔剣 グラスディアマンド（心剣士：ソウマ）
ブランネージュから引き抜く心剣。アニメにのみ登場。
ソウマは暖かいとウソをついたが、実際は物凄く冷たい。
聖龍刀 逆鱗金剛（心剣士：ソウマ）
ラザラスから引き抜く心剣。巨大な片刃の剣。アニメにのみ登場。
剣帝 エクセリオン（心剣士：トライハルト）
ゼクティの美しき魂の形。白銀の美麗な剣の形状。
聖鎧剣 バルムンク（心剣士：トライハルト）
ジードの猛々しき想いの形。ジードを武装する鎧と、生前のレオン王子が使っていた剣をトライハルトが扱う。
魔砲剣 ガラティン（心剣士：トライハルト）
理想を打ち砕くキルレインの雄々しき魂の形。巨大なビーム兵器の姿をしている。
妖獣剣 ミストルティン（心剣士：トライハルト）
ヒルダレイアの魂の結晶。紫色の蛇腹剣。ゲーム本編ではトライハルト本人は使わない。

## 主題歌
- オープニングテーマ「Heart-shaped chant」
  - 歌・作詞：水樹奈々、作・編曲：上松範康（Elements Garden）

## テレビアニメ
『シャイニング・ティアーズ・クロス・ウィンド』を参照
アニメ版ではエンディアスに飛ばされる前の段階も描かれているが、ゲーム版ではその部分は殆ど省略されているため、アニメ版を見ないでゲームのみプレイした場合、キャラクターの相関関係が分かりにくくなっている。

## FANフェスタ
『シャイニング・ウィンド FANフェスタ』（シャイニングウィンド ファンフェスタ）は、2009年2月26日に発売されたWindows XP/Vista専用ソフトで、本編のアフターストーリーを描くノベル形式の恋愛アドベンチャーゲーム「聖ルミナス学園光風祭騒動記」と、PC用「デスクトップアクセサリー集」をセットにしたものとなっている。

## 関連商品

### 漫画作品
シャイニング・ウィンド アンソロジーコミック
アンソロジー（エンターブレイン、BROS.COMICS EX、2007年） ISBN 4757736444 ISBN 978-4757736443

### 小説
シャイニング・ティアーズ to ウィンド 姫君たちの冒険 ISBN 475773509X ISBN 978-4757735095
著：加納新太（ファミ通文庫）
シャイニング・ウィンド -アナザーリンク- 鬼封じの剣士 ISBN 4757735634 ISBN 978-4757735637
著：加納新太（ファミ通文庫）

### 設定資料集
シャイニング・ウィンド ビジュアル設定資料集
編集：エンターブレイン ファミ通書籍編集部  ISBN 4757737602 ISBN 978-4757737600
Shining Tears X Wind オフィシャルファンブック
編集：宙出版　ISBN 4776794519 ISBN 978-4776794516
トニーズアートワークス フロムシャイニングワールド
著：Tony、編集：エンターブレイン ファミ通書籍編集部  ISBN  4757748183 ISBN 978-4757748187

### 音楽CD
Shining Wind Music Collection
レーベル: WAVE MASTER ASIN B000P0IB88
Shining Tears X Wind Original Soundtrack
レーベル: WAVE MASTER ASIN B000WP2D26
SECRET AMBITION（シャイニング・ウィンドテーマソング Heart-shaped chant を収録）
アーティスト：水樹奈々
レーベル: キングレコード ASIN B000N3SVP0

### ドラマＣＤ
「シャイニング・ウィンド」Vol.1
出演：石田彰,水樹奈々,保志総一朗,堀江由衣,置鮎龍太郎,佐久間紅美,他
収録リスト：1.幼なじみは隠し味 2. 太陽の心、月の剣 ~真章~　3.皇帝と戦闘妖精4.心剣士禁制!乙女のお茶会5.心のカタチ、愛のカタチ?
6.キャストトーク
レーベル: フロンティアワークス 　ASIN B000WP2CZO
「シャイニング・ウィンド」Vol.2
出演：石田彰,水樹奈々,保志総一朗,堀江由衣,斎藤千和,桑島法子,他
収録リスト：1.温泉入口…? 2.受付/露天風呂(男湯・女湯) 3.妖精の湯(混浴)4.人魚の湯(混浴)5.カップルの湯(混浴)/休憩所
6.大浴場(男女時間交代制)7.温泉出口8.別館・宴会場(キャストトーク)
レーベル: フロンティアワークス 　ASIN B0010E8MJ6
「シャイニング・ウィンド」Vol.3
出演：石田彰,水樹奈々,保志総一朗,堀江由衣,置鮎龍太郎,佐久間紅美,他
収録リスト：1.プロローグ~決意~2.日常3.戦う理由4.すれ違う想い5.決戦!生徒会長選挙6.エピローグ~希望~7.生徒会日誌
8.キャストトーク
レーベル: フロンティアワークス 　ASIN B001GM746E
「シャイニング・ウィンド」Vol.4
出演：石田彰,水樹奈々,保志総一朗,堀江由衣,川澄綾子,白石涼子,他
収録リスト：1.聖王女と兄弟王子 ~平和の祈り~2.悠久の龍泉郷 ~とける心~3.ベイルガルド回想録 ~その罪と愛~
4.ティーパーティで器くらべ ~乙女の選択~5.カーニバルで味くらべ ~男の甲斐性~6.キャストトーク
レーベル: フロンティアワークス 　ASIN B001KZ5D7O

### フィギュア
ゼクティ
- 1/8スケール メーカー：壽屋　ASIN B000UPLZ2W
- 軍服ver.1/8スケール メーカー：壽屋　ASIN B002X79LBM
- イヴ 1/8スケール メーカー：壽屋　ASIN B003479GME
- S.O.F.T 1/8スケール メーカー：Wave　ASIN B001AVZ2X8
- 水着ver. 1/7スケール メーカー：Max Factory　ASIN B003OQUULG
- 風の女神 1/6スケール メーカー：壽屋　ASIN B003HC8JZG
- Xecty メーカー：プレジデントジャパン　ASIN B001KZH2YG

シーナ
- 1/8スケール メーカー：壽屋　ASIN B000VXZ1M8
- 1/8スケール メーカー：プレジデントジャパン　ASIN B0017TFOT0
- 1/7スケール メーカー：Max Factory　ASIN B001I9033Q
- 水着ver. 1/7スケール メーカー：Max Factory　ASIN B003AU5LGA
- 椎名夏音 1/7スケール メーカー：オーキッドシード　ASIN B002KKBVW4
- フィぎゅっと! メーカー：グリフォンエンタープライズ　ASIN B00511CM0Y

クレハ
- 1/8スケール メーカー：壽屋　ASIN B001135JII
- 1/8スケール メーカー：プレジデントジャパン　ASIN B001BN27WY
- 1/7スケール メーカー：Max Factory　ASIN B000QY16EE
- 水着ver. 1/7スケール メーカー：Max Factory　ASIN B003F24VVY
- ねんどろいど メーカー：グッドスマイルカンパニー　ASIN B001QTVQU2

クララクラン
- 1/8スケール メーカー：壽屋　ASIN B000TCRJ9E
- メイドver. 1/8スケール メーカー：壽屋　ASIN B002K6FER6
- 甲冑Ver. 1/8スケール メーカー：アルター　ASIN B003C1QT18
- ノワール  1/8スケール メーカー：壽屋　ASIN B001AE231E
- ノワール メイドver. 1/8スケール メーカー：壽屋　ASIN B002ZRP2F4
- 水着ver. 1/7スケール メーカー：Max Factory　ASIN B003JBJBSE

ホウメイ
- 1/8スケール メーカー：プレジデントジャパン　ASIN B0017THLQO
- 1/8スケール メーカー：アルター　ASIN B004NYB0UI

エルウィン
- 1/8スケール メーカー：壽屋　ASIN B0015BZ1IY
- 森の女神 1/6スケール メーカー：壽屋　ASIN B0030NK61M

ブランネージュ
- 1/8スケール メーカー：壽屋　ASIN B0019R2BY6
- 水着ver. 1/7スケール メーカー：壽屋　ASIN B004TOOUWM

リュウナ
- 1/8スケール メーカー：壽屋　ASIN B001EHF17K

マオ
- 1/8スケール メーカー：壽屋　ASIN B001808ZD0

エルミナ
- 1/8スケール メーカー：壽屋　ASIN B001PO5OKG

セレスティア
- 1/8スケール メーカー：壽屋　ASIN B002FU5NBE

## 補足
- 応援バナーを貼る事でプレゼントが抽選で当たるキャンペーンが行われた。応援バナー
- ファンタシースターZERO - 「砲剣ブレイドカノン」がコラボレーションアイテムとして登場している。

## 公式サイト
- シャイニング・シリーズ公式ポータルサイト